# Herbertsdale
Herbertsdale è un centro abitato sudafricano situato nella municipalità distrettuale di Eden nella provincia del Capo Occidentale.

## Geografia fisica
Il piccolo centro abitato sorge a est del fiume Gourits a circa 35 chilometri a nord-ovest della città costiera di Mosselbaai.

## Storia
Herbertsdale venne fondata nel 1865 sul sito della fattoria Hemelrood e prese il nome di James Benton Herbert, proprietario di parte dei terreni della fattoria.